# Gin and french
Il Gin and french è un cocktail nato negli Stati Uniti negli anni '30. Originariamente era denominato fifty-fifty per via dei componenti in parti uguali; con l'introduzione del vermut francese e variando le dosi, venne poi chiamato gin and french. Faceva parte dei cocktail ufficiali IBA nella classificazione del 1987 e 1993.

## Composizione
- 6 cl di gin
- 3,5 - 4 cl di vermut Dry francese

## Preparazione
Il gin and french si prepara versando direttamente gli ingredienti freddi in un bicchiere tipo cocktail preventivamente ghiacciato. Si decora con l'introduzione di una scorza di limone.